# Région métropolitaine d'Oradea
La région métropolitaine d'Oradea est une région métropolitaine de Roumanie créée en 2005. Elle comprend le Municipe d'Oradea et 11 communes voisines. Conformément au recensement de 2011, elle avait une population totale de 245 537 habitants.

## Population
La région métropolitaine d'Oradea avait, en 2007, une population de 245 800 habitants.

## Structure de la population
Conformément au recensement de 2002, la structure de la population était:
- 70% roumains
- 27% maghiars
- 3% autres ethnies

## Objectifs
- Alignement de la région métropolitaine aux standards économiques et sociaux euro-atlantiques, en accord avec les standards nationaux
- Instauration dans la région métropolitaine d'un climat de marché alinié aux procédures de compétition internationales
- Croissance de la cohésion économico-sociale de la région métropolitaine